# Vyhláška o ochraně pokusných zvířat
Vyhláška o ochraně pokusných zvířat je vyhláška Ministerstva zemědělství České republiky, která vyšla ve Sbírce zákonů 4. prosince 2012 pod číslem 419/2012 Sb. Upravuje zacházeni s různými druhy pokusných zvířat. Zejména se zabývá jejich správným chovem, nároky jednotlivých druhů či právními aspekty jejich chovu.

## Obsah

### Předmět úpravy
Tato část pojednává o skutečnosti, že vyhláška navazuje na právní úpravu Evropské unie. Přesně je zde také definována problematika, se kterou se vyhláška zabývá.

### Seznam údajů předkládaných posuzovatelům a obsah písemného posudku
V této části jsou vyjmenovány všechny nutné posudky, vyjádření a dokumenty, které musí žadatel o chov pokusných zvířat dodat příslušnému úřadu.

### Části odkazující na přílohy
V částech „Požadavky na prostory a vybavení zařízení, požadavky na prostředí a jeho kontrolu a další požadavky na zařízení, prostory a vybavení“, „Požadavky týkající se péče a umístění pokusných zvířat“, „Kritéria přiřazování pokusů do jednotlivých kategorií závažnosti, faktory a příklady různých pokusů zařazených do jednotlivých kategorií závažnosti na základě faktorů“, „Metody usmrcování jednotlivých druhů pokusných zvířat“ a „Počet pokusných zvířat při jejich přepravě v kontejneru“ je odkazováno na odpovídající přílohy, které definují požadavky pokusných zvířat ve zmíněných oblastech.

### Přechodné ustanovení
Do 31. prosince 2016 mohli mít chovatelé, dodavatelé a uživatelé zvířat chovy ve vnitřních prostorech v boxech a klecích, které odpovídaly předchozí legislativě.

### Zrušovací ustanovení
Vyhláška zrušuje vyhlášky č. 207/2004, o ochraně, chovu a využití pokusných zvířat, její novelu, vyhlášku č. 39/2009 Sb. a vyhlášku č. 128/2010 Sb., o způsobilosti k označování psů tetováním.

### Přílohy

#### Příloha č. 6
Tato příloha stanovuje, že zvířata musí žít ve vyhovujících podmínkách co se týče hygienických podmínek, světla, hluku, přítomnosti dalších druhů v místnosti či klimatických podmínek. Nezbytností je také nutnost odklízení uhynulých jedinců z chovu.

#### Příloha č. 7
Tato příloha se zbývá minimálními požadavky pro velikost klecí u jednotlivých druhů laboratorních zvířat. Popisuje také specifické nároky při chovu ryb.

#### Příloha č. 8
Příloha se zabývá nároky na krmení, napájení, prostory či zacházení při transportu.

#### Příloha č. 9
V této příloze jsou jednotlivé prováděné pokusy rozděleny na mírné, střední a závažné.

#### Příloha č. 10
Tato příloha definuje povolené metody usmrcení u jednotlivých skupin zvířat.

#### Příloha č. 11
Příloha uvádí, že podmínky přepravy v kontejnerech se řídí legislativou Evropské unie.

## Novelizace

### Vyhláška č. 299/2014 Sb.
Tato vyhláška mění formulář o schválení projektu pokusů. (Tato úprava byla již zrušena.) Doplňuje popisky u přílohy č. 10.

### Vyhláška č. 158/2021 Sb.
Vyhláška mění pravidla pro údaje předávané posuzovatelům. Správní řízení, která byla zahájena před nabytím účinnosti (15. dubna 2021), se předkládají údaje podle znění vyhlášky před nabytím její účinnosti.